# Justin Anlezark
Justin John Anlezark (né le 14 août 1977 à Katherine) est un athlète australien, spécialiste du lancer du poids.

## Biographie
En 2002, Justin Anlezark remporte le concours du lancer du poids aux Jeux du Commonwealth, avec un jet à 20,91 m. Il devance le Sud-africain Janus Robberts et l'Anglais Carl Myerscough.

### Palmarès
| Date | Compétition                    | Lieu         | Résultat | Performance |
| ---- | ------------------------------ | ------------ | -------- | ----------- |
| 1994 | Championnats du monde juniors  | Lisbonne     | 12e      | 15,67 m     |
| 1996 | Championnats du monde juniors  | Sydney       | 2e       | 18,21 m     |
| 1998 | Coupe du monde des nations     | Johannesburg | 7e       | 18,26 m     |
| 1998 | Jeux du Commonwealth           | Kuala Lumpur | 7e       | 18,44 m     |
| 2002 | Jeux du Commonwealth           | Manchester   | 1er      | 20,91 m     |
| 2002 | Coupe du monde des nations     | Madrid       | 2e       | 20,77 m     |
| 2003 | Championnats du monde en salle | Birmingham   | 5e       | 20,65 m     |
| 2003 | Championnats du monde          | Paris        | 4e       | 20,61 m     |
| 2004 | Jeux olympiques                | Athènes      | 6e       | 20,31 m     |

### Records
| Épreuve         | Épreuve      | Performance | Lieu     | Date         |
| --------------- | ------------ | ----------- | -------- | ------------ |
| Lancer du poids | En plein air | 20,96 m     | Brisbane | 5 avril 2003 |
| Lancer du poids | En salle     | 20,69 m     | Vienne   | 9 mars 2003  |